# Deirdre McCloskey

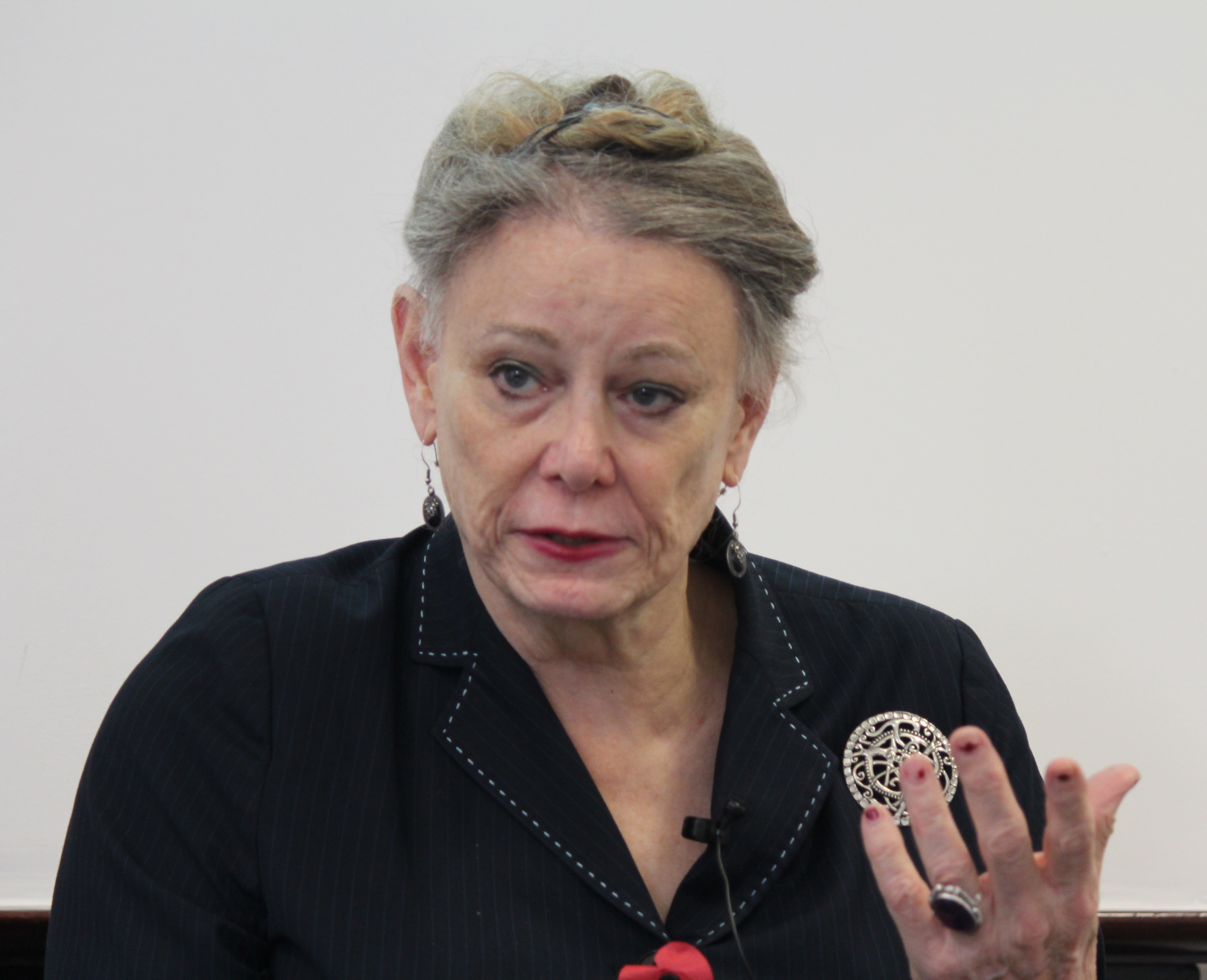
Deirdre McCloskey (2014)

Deirdre Nansen McCloskey (* 11. September 1942 in Ann Arbor, Michigan als Donald Nansen McCloskey) ist eine US-amerikanische Ökonomin und Professorin.
Deirdre McCloskey gilt als eine der führenden Ökonomen, Wissenschaftler und Intellektuellen des 21. Jahrhunderts in den USA. Sie arbeitete als Professorin an der University of Illinois at Chicago (UIC) und der University of Iowa in den Bereichen Ökonomie, Geschichte, Englisch und Kommunikation. Seit 2022 ist sie am Cato Institute tätig.

## Biografie
Aufgewachsen als das älteste Kind der Poetin Helen Stueland McCloskey, und des Professors für Staatsführung an der Harvard University, Robert McCloskey, studierte Deirdre McCloskey Wirtschaftswissenschaften an der Harvard University. Ihre Studie über die britische Eisen- und Stahlindustrie brachte ihr 1973 den David-A.-Wells-Preis für herausragende Dissertationen ein. Während ihrer Graduiertenstudien in quantitativer Wirtschaftsgeschichte wurde sie sehr durch das Denken des russischen Wirtschaftshistorikers Alexander Gerschenkron und der Chicagoer Schule beeinflusst. 1968 – noch bevor sie ihr Studium abgeschlossen hatte – wurde McCloskey von Milton Friedman und Robert Fogel eingeladen, an der Fakultät für Wirtschaftswissenschaften an der Universität von Chicago zu lehren. Zwölf Jahre lang lehrte und erforschte sie dort Preistheorien und die Geschichte des Ökonomischen Denkens, bis sie 1979 ihren Fokus auf Rhetorik, Feminismus und die Geschichte und Philosophie der Wirtschaftswissenschaften und anderer Humanwissenschaften richtete. Hervorzuheben sind hier ihre Veröffentlichung The Rhetoric of Economics (1985) und die Gründung des Forschungsfeldes The Rhetoric of Human Sciences zusammen mit John S. Nelson, Allan Megill und anderen, sowie das Graduiertenprogramm The Project on Rhetoric of Inquiry.
1980 wechselte sie an die University of Iowa, wo sie ebenfalls zwei Professuren innehatte, eine für Geschichte und eine für Volkswirtschaft. Im Jahr 2000 kam sie als Professorin für Volkswirtschaft und Geschichte an die UIC, außerdem hatte sie ab 2004 eine Professur für Englisch und ab 2006 eine für Kommunikation inne. 2015 wurde sie emeritiert. 2021 wurde McCloskey in die American Academy of Arts and Sciences gewählt.
McCloskey unterzog sich 1995, im Alter von 53 Jahren, einer geschlechtsangleichenden Operation. Diesen Vorgang beschrieb sie in ihrem Aufmerksamkeit erregenden Buch Crossing: A Memoir (1999, University of Chicago Press). Eine Auseinandersetzung mit J. Michael Bailey zu diesem Thema führte in den USA zu großem Medieninteresse.

## Werke und Themengebiete
McCloskey ist Autorin oder Herausgeberin von mehr als 20 Büchern und über 300 Artikeln, die sich kritisch mit den Annahmen der Wirtschaftswissenschaften auseinandersetzen.
Ihre Hauptbeiträge dabei sind Abhandlungen über die ökonomische Geschichte Britanniens, Qualitätsbewertung historischer Analyse, Rhetorik der Wirtschaftswissenschaften, Rhetorik der Humanwissenschaften, Ökonomische Methodologie, feministische Ökonomie, heterodoxe Ökonomie, die Rolle der Mathematik in der ökonomischen Analyse sowie der Gebrauch (und Missbrauch) von Signifikanztests in der ökonomischen Forschung, bei der sie kritisierte, dass Ökonomen zu häufig nur nach statistischer Signifikanz schauen, ohne dabei auf ökonomische Signifikanz zu achten.
Gleichzeitig beschäftigt sich McCloskey mit der Ethik der Tugend. Laut ihr sollte das Thema der Liebe von Ökonomen bei der Forschung ebenso berücksichtigt werden wie Effizienz und Rationalität. Einige dieser Anmerkungen verdeutlichte sie bei einer Vorlesung an der George Mason University am 7. April 2006.

## Veröffentlichungen
- Essays on a Mature Economy: Britain after 1840. 1971
- Economic Maturity and Entrepreneurial Decline: British Iron & Steel, 1870–1913. 1973
- Enterprise and Trade in Victorian Britain: Essays in Historical Economics. 1981
- The Applied Theory of Price. 1982 und 1985
- The Rhetoric of Economics. 1985 und 1998
- The Rhetoric of the Human Sciences: Language and Argument in Scholarship and Public Affairs. 1987
- Econometric History. 1987
- The Writing of Economics. 1987, Nachdruck als Economical Writing. 2000
- The Consequences of Economic Rhetoric. 1988
- A Bibliography of Historical Economics to 1980. 1990
- If You're So Smart: The Narrative of Economic Expertise. 1990
- Second Thoughts: Myths and Morals of U.S. Economic History. 1993
- Knowledge and Persuasion in Economics. 1994
- The Vices of Economists, the Virtues of the Bourgeoisie. 1996
- Measurement and Meaning in Economics: The Essential Deirdre McCloskey. 1999 [herausgegeben von Stephen Ziliak]
- Crossing: A Memoir. 1999
- How to be human. Though an economist. 2000
- The Secret Sins of Economics. 2002
- The Bourgeois Virtues : Ethics for an Age of Commerce. 2006
- mit Stephen T. Ziliak: The Cult of Statistical Significance: How the Standard Error Costs Us Jobs, Justice, and Lives. University of Michigan Press, 2008
- mit Arjo Klamer und Stephen Ziliak: The Economic Conversation. 2008
- Bourgeois Dignity: Why Economics Can't Explain the Modern World. 2010.
- Bourgois Equality. How Ideas, not Capital or Institutions, Enriched the World. Chicago University Press, Chicago, Illinois, USA 2016, ISBN 978-0-226-33399-1.

## Artikel
- The Rhetoric of Economics. In: Journal of Economic Literature. Band 21, Nr. 2 (Juni 1983), S. 481–517
- The Loss Function Has Been Mislaid: The Rhetoric of Significance Tests. In: The American Economic Review. Band 75, Nr. 2, Mai 1985, S. 201–205 (Papers and Proceedings of the Ninety-Seventh Annual Meeting of the American Economic Association)
- The Rhetoric of Law and Economics. In: Michigan Law Review. Band 86, Nr. 4, Februar 1988, S. 752–767
- Modern Epistemology Against Analytic Philosophy: A Reply to Maki. In: Journal of Economic Literature. Band 33, Nr. 3, September 1995, S. 1319–1323
- Measured, unmeasured, mismeasured, and unjustified pessimism: a review essay of Thomas Piketty's Capital in the twenty-first century. In: Erasmus Journal for Philosophy and Economics. Band 7, Nr. 2, Herbst 2014, S. 73–115